# 迪诺 (法国)
迪诺（法語：Duneau，法語發音：[dyno]）是法国萨尔特省的一个市镇，属于马梅尔斯区。

## 地理
迪诺（48°4'10"N, 0°31'10"E）面积12.82 平方千米，位于法国卢瓦尔河地区大区萨尔特省，该省份为法国西北部内陆省份，北起顺时针与奥恩省、厄尔-卢瓦省、卢瓦-谢尔省、安德尔-卢瓦尔省、曼恩-卢瓦尔省和马耶讷省接壤，是法国大西部的入口，连接卢瓦尔河谷、布列塔尼和巴黎盆地。
与迪诺接壤的市镇（或旧市镇、城区）包括：贝耶、于讷河畔索、迪埃河畔托里涅、于讷河畔武夫赖、科内雷、多隆、勒吕阿尔。

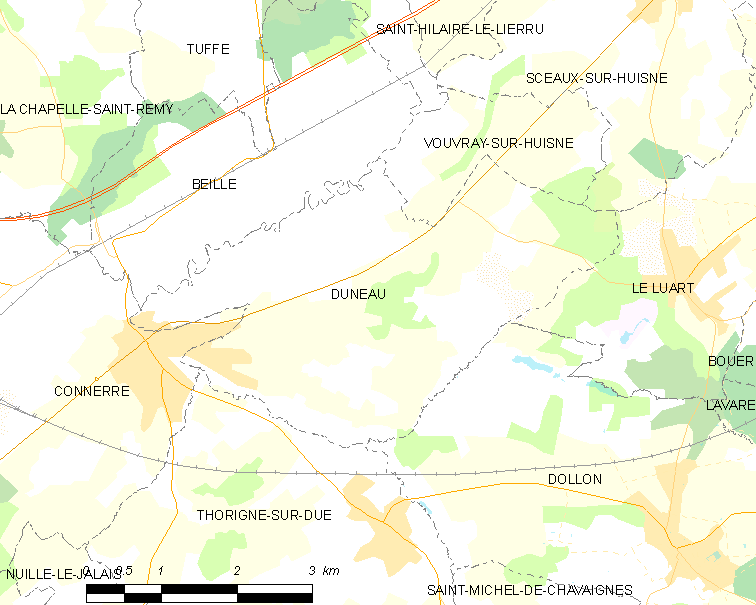
的OSM定位图

迪诺的时区为UTC+01:00、UTC+02:00（夏令时）。

## 行政
迪诺的邮政编码为72160，INSEE市镇编码为72122。

## 政治
迪诺所属的省级选区为贝尔纳堡县。

## 人口

1962-2008年间人口变化图示

迪诺于2022年1月1日时的人口数量为1076人。